# Pico da Lapinha
Pico da Lapinha är en bergstopp i Brasilien.   Den ligger i kommunen Santana do Riacho och delstaten Minas Gerais, i den sydöstra delen av landet, 600 km sydost om huvudstaden Brasília. Toppen på Pico da Lapinha är 1 561 meter över havet, eller 68 meter över den omgivande terrängen. Bredden vid basen är 0,45 km.
Terrängen runt Pico da Lapinha är huvudsakligen kuperad. Runt Pico da Lapinha är det mycket glesbefolkat, med 6 invånare per kvadratkilometer..
Omgivningarna runt Pico da Lapinha är huvudsakligen savann.